# Paratetrapedia duckei
Paratetrapedia duckei är en biart som först beskrevs av Heinrich Friese 1910.  Paratetrapedia duckei ingår i släktet Paratetrapedia och familjen långtungebin. Inga underarter finns listade i Catalogue of Life.